# سعيدة إيشالامان
سعيدة إيشالامان وُلِدَتْ في سنة 1952م في ولاية بجاية وهي سياسية جزائرية تنتمي إلى حزب جبهة القوى الاشتراكية.

## التكوين
وُلِدَتْ سعيدة إيشالامان في سنة 1952م في بلدية توجة بدائرة القصر ضمن ولاية بجاية · .
وقد شَغَلَتْ منصب المديرة الجهوية للوكالة الوطنية لتسيير القرض المصغر (بالفرنسية: Agence nationale de gestion du micro-crédit: Angem)‏ في ولاية بجاية من سنة 2002م إلى غاية سنة 2012م · .

## النضال السياسي
انخرطت سعيدة إيشالامان في جبهة القوى الاشتراكية خلال شبابها · .
وتم انتخابها خلال مسارها النضالي كعضو في المجلس الشعبي الولائي لبجاية خلال الانتخابات المحلية في 23 أكتوبر 1997م · .
أثناء الانتخابات التشريعية الجزائرية 2012، تم انتخاب سعيدة إيشالامان كنائب عن جبهة القوى الاشتراكية في المجلس الشعبي الوطني الجزائري عن ولاية بجاية · .
وقد كانت عضوا في لجنة الاقتصاد والتنمية في المجلس الشعبي الوطني الجزائري ابتداء من سنة 2012م · .

## الهيئة الرئاسية لجبهة القوى الاشتراكية
سعيدة إيشالامان هي عضو في الهيئة الرئاسية لجبهة القوى الاشتراكية منذ انعقاد مؤتمرها الخامس في سنة 2013م · .
فلقد كانت جبهة القوى الاشتراكية انتخبت يوم 25 ماي 2013م، خلال اليوم الثالث والأخير من أشغال مؤتمرها الخامس، قيادتها الجديدة المكونة من الهيئة الرئاسية التي أعضاؤها الخمسة هم: محند أمقران شريفي، علي لعسكري، رشيد حالت، وعزيز بلول · .
وقد انتخب 1044 مؤتمرا بغالبية كبيرة، عبر رفع الأيدي، القائمة الوحيدة المقدمة من أجل تكوين الهيئة الرئاسية التي تضم الأسماء المذكورة، والتي من بينها سعيدة إيشالامان · .

## لجنة الأخلاقيات لجبهة القوى الاشتراكية
صادق المشاركون في المؤتمر الخامس لجبهة القوى الاستراكية في سنة 2013م على لوائح القانون الأساسي الجديد الذي تم تكييفه مع مستجدات الظروف السياسية الراهنة ومبادئ الحزب · .
وتضمن القانون الأساسي الجديد استحداث لجنة أخلاقيات الحزب التي أوكلت مهمة رئاستها إلى محند أمقران شريفي ورشيد حالت كنائب له في هذه اللجنة، كما أن سعيدة إيشالامان عضو فيها.

## إشارات مرجعية
1. ↑  Le FFS se présentera dans une quarantaine de wilayas نسخة محفوظة 19 سبتمبر 2016 على موقع واي باك مشين.
2. ↑  Algérie-El Mounadhil: Saïda Ichalamen: «Le FFS est pour un débat apaisé sur la restructuration du DRS» نسخة محفوظة 13 أكتوبر 2016 على موقع واي باك مشين.
3. ↑  DZairInfos : Elwatan; Le 5e congrès a élu les successeurs d’Aït Ahmed : Une instance présidentielle à la tête du FFS نسخة محفوظة 28 أغسطس 2016 على موقع واي باك مشين.
4. ↑  Les choix contestés du FFS: Toute l'actualité sur liberte-algerie.com نسخة محفوظة 15 سبتمبر 2016 على موقع واي باك مشين.
5. ↑  Djazairess : LEGISLATIVES À BEJAIA نسخة محفوظة 14 سبتمبر 2016 على موقع واي باك مشين.
6. ↑  Djazairess : «Les jeunes militants doivent assumer des responsabilités au sein du parti» نسخة محفوظة 06 أبريل 2018 على موقع واي باك مشين.
7. ↑  DZairInfos : Liberte; LÉGISLATIVES À BÉJAÏA, Les choix contestés du FFS نسخة محفوظة 28 أغسطس 2016 على موقع واي باك مشين.
8. ↑   https://web.archive.org/web/20160915015600/http://www.liberte-algerie.com/actualite/les-choix-contestes-du-ffs-105171/pprint/1. مؤرشف من الأصل في 2016-09-15. {{استشهاد ويب}}: الوسيط |title= غير موجود أو فارغ (مساعدة)
9. ↑   https://web.archive.org/web/20200329064129/http://www.algeriepatriotique.com/fr/article/ffs-les-listes-des-candidatures-s%C3%A8ment-la-discorde. مؤرشف من الأصل في 2020-03-29. {{استشهاد ويب}}: الوسيط |title= غير موجود أو فارغ (مساعدة)
10. ↑  «Les jeunes militants doivent assumer des responsabilités au sein du parti» - La Nouvelle République نسخة محفوظة 6 فبراير 2020 على موقع واي باك مشين.
11. ↑  أعضــاء المجلس الشعبي الوطني: نتائـــج البحـــث نسخة محفوظة 25 أغسطس 2016 على موقع واي باك مشين.
12. ↑   https://web.archive.org/web/20190527163416/https://www.socialistsanddemocrats.eu/sites/default/files/4256_FR_programme%20GPF%20event%20Algerie_2.pdf. مؤرشف من الأصل (PDF) في 2019-05-27. {{استشهاد ويب}}: الوسيط |title= غير موجود أو فارغ (مساعدة)
13. ↑  Annuaire des députés: Résultats de recherche نسخة محفوظة 20 مايو 2017 على موقع واي باك مشين.
14. ↑  » Maintenance Mode نسخة محفوظة 08 يوليو 2017 على موقع واي باك مشين.
15. ↑  FFS: Des choix «assumés» à Béjaïa نسخة محفوظة 05 أبريل 2018 على موقع واي باك مشين.
16. ↑  Algerie Focus : FFS va lancer "une initiative d’un consensus national sur une alternative démocratique" نسخة محفوظة 05 أبريل 2018 على موقع واي باك مشين.
17. ↑  VITAMINEDZ - Source d'énergie locale نسخة محفوظة 05 أبريل 2018 على موقع واي باك مشين.
18. ↑  Djazairess : Une instance présidentielle à la tête du FFS نسخة محفوظة 06 أبريل 2018 على موقع واي باك مشين.
19. ↑  ガリバーに車検切れの車を売る事は出来る？注意点をチェック！ نسخة محفوظة 30 أكتوبر 2016 على موقع واي باك مشين.
20. ↑  » Maintenance Mode نسخة محفوظة 20 سبتمبر 2016 على موقع واي باك مشين.
21. ↑  جزايرس : جبهة القوى الاشتراكية: تعيين الامين الاول من بين اعضاء المجلس الوطني (الناطق باسم المؤتمر) نسخة محفوظة 14 سبتمبر 2016 على موقع واي باك مشين.
22. ↑  مساومات بالمناصب تعصف بتوازنات الأفافاس - يومية السلام اليوم نسخة محفوظة 16 مايو 2018 على موقع واي باك مشين.

### مواضيع ذات صلة
- جبهة القوى الاشتراكية
- قائمة أعلام الجزائريين
- حسين آيت أحمد
- علي مسيلي
- لخضر بورقعة
- مصطفى بوشاشي
- محند أمقران شريفي
- علي لعسكري
- رشيد حالت
- عزيز بلول
- نورة محيوت
- حياة مزياني
- أحمد جداعي
- محمد نبو
- كريم طابو

### فيديوهات
- مائدة مستديرة لجبهة القوى الاشتراكية حول التنمية المحلية على يوتيوب.